# NGC 955
NGC 955 é uma galáxia espiral (Sab) localizada na direcção da constelação de Cetus. Possui uma declinação de -01° 06' 30" e uma ascensão recta de 2 horas, 30 minutos e 33,1 segundos.
A galáxia NGC 955 foi descoberta em 6 de Janeiro de 1785 por William Herschel.